# رضا کاردوست
رضا کاردوست (زادهٔ ۲۶ نوامبر ۱۹۸۴) یک بازیکن فوتبال اهل ایران است.
از باشگاه‌هایی که او به عنوان هافبک دفاعی در آنها بازی کرده می‌توان به باشگاه فوتبال استقلال خوزستان، باشگاه فوتبال پگاه گیلان، باشگاه فوتبال سپیدرود رشت، باشگاه فوتبال گهر دورود لرستان، باشگاه ورزشی داماش گیلان و باشگاه فوتبال شهرداری اراک اشاره کرد.